# La Haye-Malherbe
La Haye-Malherbe és un municipi francès situat al departament de l'Eure i a la regió de Normandia. L'any 2007 tenia 1.476 habitants.

## Demografia

### Població
El 2007 la població de fet de La Haye-Malherbe era de 1.476 persones. Hi havia 558 famílies, de les quals 116 eren unipersonals (56 homes vivint sols i 60 dones vivint soles), 195 parelles sense fills, 219 parelles amb fills i 28 famílies monoparentals amb fills.
La població ha evolucionat segons el següent gràfic:
Habitants censats

### Habitatges
El 2007 hi havia 607 habitatges, 572 eren l'habitatge principal de la família, 11 eren segones residències i 24 estaven desocupats. 595 eren cases i 10 eren apartaments. Dels 572 habitatges principals, 512 estaven ocupats pels seus propietaris, 51 estaven llogats i ocupats pels llogaters i 10 estaven cedits a títol gratuït; 1 tenia una cambra, 17 en tenien dues, 75 en tenien tres, 145 en tenien quatre i 335 en tenien cinc o més. 449 habitatges disposaven pel capbaix d'una plaça de pàrquing. A 215 habitatges hi havia un automòbil i a 324 n'hi havia dos o més.

### Piràmide de població
La piràmide de població per edats i sexe el 2009 era:
| Homes | Edats   | Dones |
| ----- | ------- | ----- |
| 0     | 95 o +  | 0     |
| 4     | 90 a 94 | 8     |
| 8     | 85 a 89 | 12    |
| 0     | 80 a 84 | 8     |
| 4     | 75 a 79 | 28    |
| 24    | 70 a 74 | 24    |
| 60    | 65 a 69 | 32    |
| 24    | 60 a 64 | 44    |
| 20    | 55 a 59 | 36    |
| 72    | 50 a 54 | 68    |
| 68    | 45 a 49 | 88    |
| 68    | 40 a 44 | 56    |
| 64    | 35 a 39 | 48    |
| 44    | 30 a 34 | 36    |
| 40    | 25 a 29 | 32    |
| 28    | 20 a 24 | 12    |
| 84    | 15 a 19 | 36    |
| 80    | 10 a 14 | 64    |
| 60    | 5 a 9   | 36    |
| 24    | 0 a 4   | 28    |

## Economia
El 2007 la població en edat de treballar era de 996 persones, 753 eren actives i 243 eren inactives. De les 753 persones actives 690 estaven ocupades (366 homes i 324 dones) i 63 estaven aturades (28 homes i 35 dones). De les 243 persones inactives 108 estaven jubilades, 77 estaven estudiant i 58 estaven classificades com a «altres inactius».

### Ingressos
El 2009 a La Haye-Malherbe hi havia 570 unitats fiscals que integraven 1.501,5 persones, la mediana anual d'ingressos fiscals per persona era de 20.872 €.

### Activitats econòmiques
Dels 55 establiments que hi havia el 2007, 1 era d'una empresa extractiva, 1 d'una empresa alimentària, 1 d'una empresa de fabricació d'elements pel transport, 2 d'empreses de fabricació d'altres productes industrials, 11 d'empreses de construcció, 7 d'empreses de comerç i reparació d'automòbils, 5 d'empreses de transport, 3 d'empreses d'hostatgeria i restauració, 2 d'empreses d'informació i comunicació, 4 d'empreses financeres, 7 d'empreses immobiliàries, 3 d'empreses de serveis, 6 d'entitats de l'administració pública i 2 d'empreses classificades com a «altres activitats de serveis».
Dels 15 establiments de servei als particulars que hi havia el 2009, 1 era una oficina de correu, 1 taller de reparació d'automòbils i de material agrícola, 3 paletes, 1 fusteria, 2 lampisteries, 1 empresa de construcció, 1 perruqueria, 2 restaurants, 2 agències immobiliàries i 1 saló de bellesa.
Dels 4 establiments comercials que hi havia el 2009, 1 era una botiga de més de 120 m², 1 una botiga de menys de 120 m², 1 una fleca i 1 una joieria.
L'any 2000 a La Haye-Malherbe hi havia 11 explotacions agrícoles que ocupaven un total de 408 hectàrees.

## Equipaments sanitaris i escolars
L'únic equipament sanitari que hi havia el 2009 era una farmàcia.
El 2009 hi havia 2 escoles elementals.

## Poblacions més properes
El següent diagrama mostra les poblacions més properes.